# 哈斯布魯克海茨 (新澤西州)
哈斯布魯克海茨（英語：Hasbrouck Heights）是位於美國新澤西州伯根縣的自治市鎮。

## 人口
根據2020年美國人口普查的數據，哈斯布魯克海茨的面積為3.95平方千米，皆為陸地。當地共有人口12125人，而人口密度為每平方千米3,070人。